# Serra del Menejador
La Serra del Menejador és una alineació muntanyosa situada a la comarca valenciana de l'Alcoià. Al vessant nord trobem el Parc Natural del Carrascar de la Font Roja.
Estesa entre els municipis d'Ibi i Alcoi, el Menejador està flanquejada al nord amb la Foia d'Alcoi i la serra Mariola, per l'est la Serreta-Ull del Moro esdevé una prolongació de la serra superat l'estret del barranc de la Batalla. Pel sud la serra de la Carrasqueta i la Foia de Castalla, i per l'oest l'Alt de Biscoi fa de frontera amb la serra de Biar.
El pic més alt és el Menejador amb 1.356 metres d'alçada.
Immergida en el Sistema Prebètic, la serra presenta una orientació i una història geològica típiques d'esta serralada. El massís el constituïxen bàsicament roques calcàries de l'era geològica terciària. Un conjunt de riscos i runams es desenrotllen davall la cresta del Menejador. Les pedreres i els materials més fins, procedents de l'esllavissament de les cingleres i de la resta de roques calcàries, representen els materials del quaternari. Les argiles del Keuper són els materials més antics de la serra (període triàsic de l'era secundària), que afloren en la carretera d'accés al santuari de la Font Roja i en el camí de Tetuà.